# 杜文秀
杜文秀（1827年—1872年），本名楊秀，字雲煥，號百香，回族，大清雲南省永昌府保山縣人，清朝雲南回變首领，領導了清末的雲南回族穆斯林起義。

## 生平
杜文秀，本名杨秀，清道光七年（1827年）生于永昌府治保山縣金鸡村（今保山市隆阳区金鸡乡金鸡村）的一个回族商人家庭，生活条件优越，十岁时承嗣舅家，从舅姓，取名文秀。杜文秀自幼好学，通晓伊斯兰经典，14岁考取秀才，16岁补廪生。
当时清廷执行以汉制回的政策，回汉两族冲突频发。道光二十五年（1845年）四月，当地回、汉两个少年发生口角争执，帮会组织“香把会”借此挑起回汉两族械斗；同年九月，在当地官府的命令下，香把会头子沈聚成带人进入保山县城，乘夜屠杀回民8000余人，被称为“保山惨案”或“永昌惨案”；杜文秀的亲属也几乎遇害。道光二十七年（1847年）七月，杜文秀与丁灿庭、木文科、刘义商赴北，到都察院控告保山官府，云贵总督林则徐负责查办此案，但林则徐开脱官府责任，更令屠杀残余的两百余户回民强制迁往烟瘴之地官乃山；林则徐因功加太子太保衔，赏戴花翎。

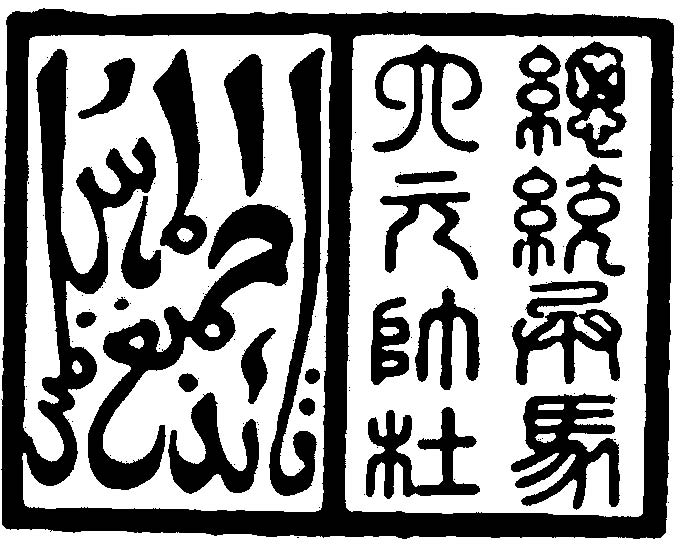
杜文秀所用印，左侧为阿拉伯语“Qa'id jami al-muslimin”，意为“穆民的指挥官卡迪”，右侧为汉文篆字“总统兵马大元帅杜”

杜文秀使用的旗帜

1855年，又發生漢族礦工與回族礦工的衝突，云南巡抚密令各地“聚团杀回”，雲南各地的回民蜂湧反抗。杜文秀以清政府官吏貪污濫殺為由，於雲南蒙化（今巍山）一地號召回民反抗清朝政權，提出“兴汉”“锄满”“除奸”也聯合當地汉族及其他民族的民众參與該反清斗争。起事后，他攻陷大理府等雲南50座城市，几乎占据云南全省，與佔據昆明的馬如龍遙遙相對；不久，建立政權，自任总统兵马大元帥，任命蔡發春為大都督、馬金保為大将軍、李国綸為大司空。他主张“三教同心，联为一体”，“三教”是佛教、伊斯兰教与彝族宗教。
1862年，颁刊大元帅杜新镌的《宝命真经》阿拉伯文版30卷，为中国最早的《古兰经》木刻本。
1867年，馬如龍投降清朝的雲南代理布政使岑毓英。杜文秀率部御驾亲征在昆明包圍戰失敗，由于经验不足，指挥不当，围城一年多也未攻下昆明，形勢惡化。杜退守大理，自此情勢逆轉。
1869年，清軍反攻，起义军失利，退回滇西。
1872年，太平天国失败后，清军集中优势兵力直至大理，被清军攻陷，11月26日，杜文秀弹尽粮绝，为免遭屠城，杜文秀服毒药孔雀胆后着礼服自殺，被抬送至清军大本营。
1874年，清軍完全鎮壓這次叛亂。

## 評價
清亡後的國共兩黨均視杜文秀為革命英雄。在雲南有許多紀念他的文物殘存，如位于大理古城复兴路的杜文秀元帅府、位于大理镇下兑村的杜文秀墓。

## 年號
李玉振《滇事述聞》稱杜文秀在清咸豐六年（1856年）建偽號曰「全福」。但根據大理下關地區出土的杜文秀時期的文物，杜文秀並沒有用年號紀年，用干支紀年。